# Kiều Phú
Kiều Phú (喬富, 1447 - ?) , tự: Hiếu Lễ; là một danh thần triều Lê trong lịch sử Việt Nam.

## Tiểu sử
Kiều Phú là người xã Lạp Hạ, huyện Ninh Sơn (sau đổi là Yên Sơn), phủ Quốc Oai, tỉnh Sơn Tây (nay là thôn Vĩnh Phúc, xã Liệp Tuyết, huyện Quốc Oai, thành phố Hà Nội) .
Sinh ra trong một gia đình nghèo khó, lớn lên ông phải đi làm thuê. song vì thông minh và ham học, nên ông lúc nào cũng bơi qua con kênh sang xã Nghĩa Hương để học lén lớp học của Trạng Nguyên Nguyễn Trực. Khi thầy biết, thầy liền gọi ông vào cho học thì mới biết tính ham học và trí thông minh của ông và Nguyễn Trực nhận ông làm học trò
Được thầy giáo tận tình dạy dỗ, bạn bè quý mến giúp đỡ, và nỗ lực của bản thân, Kiều Phú đã thi đỗ kỳ thi Hương và thi Hội. Trong kỳ thi Hội năm Ất Mùi (1475), dưới triều vua Lê Thánh Tông, Kiều Phú đã đỗ "đệ nhị giáp đồng tiến sĩ xuất thân" (Hoàng giáp) lúc 28 tuổi .
Nhưng sau đó, vì mẹ lâm bệnh mất, nên ông phải xin về chịu tang, rồi mới nhận chức quan. Theo sử liệu, thì ông từng giữ chức Giám sát ngự sử xứ Kinh Bắc, và chức Tham chính tại triều .
Ngoài là một danh thần, Kiều Phú còn là một học giả uyên thâm . Theo bài "Hậu tự" do ông đề năm Quý Sửu (1493) có trong Lĩnh Nam chích quái, thì ông là một trong số người đã nhuận chính và bổ sung cho quyển sách này.
Hiện ở thôn Liệp Tuyết có nhà thờ Kiều phú, và ở huyện Quốc Oai có Trường trung học cơ sở Kiều Phú.

## Sách tham khảo
- Trần Văn Giáp, Tìm hiểu kho sách Hán Nôm, mục: "Kiều Phú". Nhà xuất bản Khoa học xã hội, 2003.
- Nguyễn Huệ Chi, mục từ "Lĩnh Nam chích quái" trong Từ điển văn học (bộ mới). Nhà xuất bản Thế giới, 2004.
- Nguyễn Q. Thắng-Nguyễn Bá Thế, Từ điển nhân vật lịch sử Việt Nam, mục từ: "Kiều Phú". Nhà xuất bản Khoa học xã hội, 1992.